# Hrvatsko društvo kazališnih kritičara i teatrologa
Hrvatsko društvo kazališnih kritičara i teatrologa (HDKKT) strukovna je neprofitna udruga.

## Povijest
Osnovana je 22. listopada 1975. na osnivačkoj skupštini u Zagrebu, a upisana u tadašnji Registar udruženja građana 9. ožujka 1976. godine.
Član je međunarodne udruge kazališnih kritičara (AICT/IACT), a surađuje i s međunarodnom udrugom teatrologa (FITR/IFTR). Osnovana je u cilju razvijanja i promicanja kvalitete struke, suradnje s drugim sličnim društvima i kazalištima u Hrvatskoj i inozemstvu te zaštite moralnih i materijalnih interesa članova. Struktura društva se sastoji od Skupštine, Upravnog odbora i predsjednika te Nadzornog odbora i Suda časti, Društvo djeluje u prostorijama Hrvatskog društva dramskih umjetnika u Ilici 42, a kasnije u Amruševoj ul. 19. Udruga ima pedesetak aktivnih i petnaestak članova u miru, a od 2013. u članstvo se primaju i plesni kritičari.
Djelatnost financira Ministarstvo kulture. Nedugo nakon osnivanja pokrenuta je Teatrologijska biblioteka, glavni urednik bio je Nikola Batušić, a od 1979. do 1992. objavljena su 33 naslova. Godine 1992. Teatrologijska biblioteka HDKKT-a spojila se s Bibliotekom Prolog nekadašnjeg CKD-a čiji je sljednik bilo poduzeće AGM (Zagreb). Nova biblioteka je nazvana Glumišna knjižnica Prolog s uredništvom: Nikola Batušić, Branko Hećimović i Igor Mrduljaš. Od 1992. do 1997. objavljeno je 11 knjiga u suizdavaštvu s AGM-om, a nakon toga je AGM preuzeo samostalno tu biblioteku.
Osamdesetih godina društvo je uz pomoć ankete članova biralo najbolju predstavu sezone.

## Demetrova nagrada
Od 2012. HDKKT dodjeljuje Demetrovu nagradu za životno djelo. Prva je dodijeljena jednom od osnivača, predsjedniku te povjesničaru i teatrologu Branku Hećimoviću 2012. godine, druga dugogodišnjem tajniku, predsjedniku te kritičaru i teatrologu, Igoru Mrduljašu 2013. godine, a treća teatrologu, kritičaru i pedagogu, predsjedniku udruge,  Borisu Senkeru. Dodjeljuje se na dan objavljivanja Demetrove kritike o prvoj profesionalnoj predstavi na hrvatskom jeziku Juran i Sofija (Danica ilirska, 13. lipnja 1840) što se smatra začetkom hrvatske kazališne kritike.

### Dobitnici
- 2012. Branko Hećimović
- 2013. Igor Mrduljaš
- 2014. Boris Senker
- 2015. Boris B. Hrovat
- 2016. Vlatko Perković
- 2017. Antonija Bogner Šaban
- 2018. Ljubomir Stanojević
- 2020. Giga Gračan
- 2021. Zvonimir Mrkonjić

## Teatrologijska biblioteka - popis izdanja
- 1.    Slavko Batušić Od Griča do Lutecije, Zagreb, 1979. ur. Nikola Batušić,  za izd.  Petar Selem
- 2.    Frano Čale Na mostu Thalija, Zagreb, 1979. ur. Nikola Batušić, za izd. Petar Selem
- 3.    Petar Selem Otvoreno kazalište, Zagreb, 1979. ur.  Nikola Batušić, za izd. Igor Mrduljaš (tajnik)
- 4.    Branko Hećimović Dramaturški triptihon, Zagreb, 1979. ur. Nikola Batušić, za izd. Petar Selem
- 5.    Marko Fotez Kazališna hodočašća, Zagreb, 1981. ur. Nikola Batušuć, za izd. Branko Hećimović
- 6.    Georgij Paro Iz prakse, Zagreb, 1981. ur. Nikola Batušić, za izd. Branko Hećimović
- 7.    Petar Selem Množenje mjesta, Zagreb, 1983., ur.  Nikola Batušić, za izd. Marija Grgičević
- 8.    Frano Čale Igre u Njarnjas-gradu, Zagreb, 1984. ur. Nikola Batušić,  za izd.  Marija Grgičević
- 9.    Igor Mrduljaš Dramski vodič. Od Vojnovića do Matišića, Zagreb, 1984. ur. Nikola Batušić,  za izd. Marija Grgičević
- 10.    Nikola Batušić Skrovito kazalište, Zagreb, 1984. ur. Boris Senker, za izd. Marija Grgičević
- 11.    Tihomil Maštrović Hrvatsko kazalište u Zadru, Zagreb, 1985. ur. Nikola Batušić, za izd. Boris Senker
- 12.    Boris Senker Kazališni čovjek Milan Begović, Zagreb, 1985. ur. Nikola Batušić, za izd. Igor Mrduljaš
- 13.    Ivo Hergešić Zapisi o teatru, Zagreb, 1985. ur. Nikola Batušić, za izd. Boris Senker
- 14.    Milutin Cihlar Nehajev Izabrani kazališni spisi, Zagreb, 1986. ur. Nikola Batušić, za izd. Boris Senker
- 15.    Marko Marulić Drame, Zagreb, 1986. ur. Nikola Batušić, za izd. Boris Senker
- 16.    Mani Gotovac Dubrovačke mišolovke, Zagreb, 1986. ur. Nikola Batušić,  za izd.   Boris Senker
- 17.    Dalibor Foretić Borba sa stvarima. Krležin teatar 1972-1986., Zagreb, 1986. ur. Nikola Batušić, za izd. Boris Senker
- 18.    Ljudevit Galic Glumčeva ratna zapamćenja, Zagreb, 1987. ur. Nikola Batušić, za izd. Boris Senker
- 19.    Nedjeljko Fabrio Kazalištarije, Zagreb, 1987. ur. Nikola Batušić, za izd. Boris Senker
- 20.    Čedo Prica Stvarnost i iluzija, Zagreb, 1987. ur. Nikola Batušić, za izd. Boris Senker
- 21.    Boris SenkerBegovićev scenski svijet, Zagreb, 1987. ur. Nikola Batušić, za izd. Nedjeljko Fabrio
- 22.    Marijan Matković Miroslav Krleža, život i djelo, Zagreb, 1988. ur. Nikola Batušić, za izd. Boris Senker
- 23.    Eliza Gerner Osvrnuh se sjetno, Zagreb, 1988.,   ur. Nikola Batušić, za izd. Boris Senker
- 24.    Antonija Bogner Šaban Marionete osvajaju Zagreb, Zagreb, 1988. ur. Nikola Batušić, za izd.   Boris Senker
- 25.    Igor Mrduljaš Dubravko Dujšin, poslovi i dani, Zagreb, 1988. ur. Nikola Batušić, za izd. Nedjeljko Fabrio
- 26.    Božidar Violić Lica i sjene, Zagreb, 1989. ur. Nikola Batušić, za izd. Nedjeljko Fabrio
- 27.    Mladen Englesfield Hrvatski prevoditelji Shakespearea, Zagreb, 1989. ur. Nikola Batušić, za izd. Nedjeljko Fabrio
- 28.    Lada Čaće-Feldman Brešanov teatar, Zagreb, 1989. ur. Nikola Batušić, za izd. Nedjeljko Fabrio
- 29.    Tomislav Durbešić Eto tako, Zagreb, 1989. ur. Nikola Batušić, za izd.    Nedjeljko Fabrio
- 30.    Georgij Paro Made in USA, Zagreb, 1990. ur. Nikola Batušić, za izd. Ne piše
- 31.    Nikola Vončina Kazalište, radio, televizija, Zagreb, 1990. ur. Nikola Batušić, za izd. Nedjeljko Fabrio
- 32.    Boris Senker Pogled u kazalište, Zagreb, 1990. ur. Nikola Batušić, za izd. Nedjeljko Fabrio
- 33.    Ivan Lozica Izvan teatra. Teatribilni oblici folklora u Hrvatskoj, Zagreb, 1990. ur. Nikola Batušić, za izd.  Nedjeljko Fabrio

Glumišna knjižnica Prolog (u suradnji s AGM-om, Zagreb, samo naslovi biblioteke koji imaju navedeno HDKKT kao suizdavača): 
- 1.    Antonija Bogner Šaban Tragom lutke i pričala, Zagreb, 1994.
- 2.    Tahir Mujičić, Boris Senker Dvokrležje ili Dva fašnika, Zagreb, 1994.
- 3.    Tomislav Bakarić Malleus maleficarum. Drame, Zagreb, 1994.
- 4.    Igor Mrduljaš Ad hoc cabaret, Zagreb, 1995.
- 5.    Nikola Vončina Stvaralaštvo svjetskog ugleda, Zagreb,  1995.
- 6.    Ivan Kušan Svrha od slobode. Drame, Zagreb, 1995.
- 7.    Branko Hećimović Razgovori s Pometom, Desdemonom, i poljskim Židovom, AGM, Zagreb, 1995.
- 8.    Antonija Bogner Šaban Kazališni Osijek, Zagreb, 1997.
- 9.    Igor Mrduljaš Dramski vodič. Od Vojnovića do Matišića, Zagreb, 1997. gl. ur. Bože Ćović (nema navedenog uredništva)
- 10.   Cecily Berry Glumac i glas, Zagreb, 1997.
- 11.   Tomislav Bakarić Mrtva priroda s pticom, Zagreb, 1997.

## Vanjske poveznice
- Službena stranica
- Registar udruga RH